# 111e escadrille de chasse polonaise
La 111e escadrille de chasse polonaise est une unité de l'armée de l'air polonaise de l'entre-deux-guerres.

## Historique

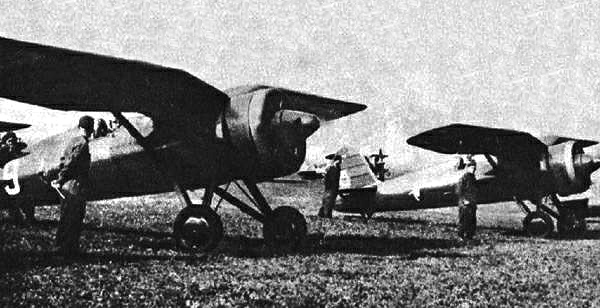
Des PZL P.11 prêts à décoller

### Création
Le 7 novembre 1918, sur l'aérodrome de Cracovie-Rakowice, est créée la 3e escadrille aérienne de combat, le 21 décembre de la même année, elle devient la 7e escadrille aérienne. Le 31 décembre 1919, le ministre des Affaires militaires approuve officiellement le nom de l'unité  - 7e escadrille de chasse de Tadeusz Kościuszko. Au printemps 1925, elle est renommée 121e escadrille de chasse et, finalement, le 2 août 1928, elle reçoit le nom de 111e escadrille de chasse. Avec la 112e escadrille, elle forme le Ier Groupe de chasse.
Dans les années 1920, elle est transférée à la base de Pole Mokotowskie à Varsovie pour rejoindre en juin 1939 la base d'Okęcie. En mai 1939, l'escadrille est affectée à la Brigade de poursuite.

### Seconde Guerre mondiale
En août 1939, la mobilisation de l'escadrille est effectuée conformément à la directive MOB. Les avions sont dispersés aux extrémités de la base, certains d'entre eux sont mis en alerte permanente. Le 30 août 1939, avec la 112e escadrille de chasse, elle rejoint la base de Zielonka.
Le 1er septembre 1939, tout le personnel navigant attend à proximité des appareils dès 4 heures du matin. Peu après, le commandement de la brigade de poursuite annonce par téléphone le déclenchement de la guerre. La 111e et la 112e décollent sous le commandement du capitaine (kapitan) Krasnodębski et se dirigent vers  Legionowo où elles rencontrent les escadrilles 113e et 114e et empêchent la Luftwaffe d'atteindre Varsovie. Les chasseurs polonais interceptent des bombardiers ennemis escortés par des Me 110 près de Nieporęt. Attaqués par des PZL P.11 les bombardiers allemands larguent chaotiquement leurs bombes sur les prés aux environs de Modlin et rentrent à leurs bases. Le lieutenant (porucznik) Palusiński abat un Do 17 et endommage un autre. Lui-même assailli et blessé par des pilotes allemands atterrit près de Kobyłka d'où il est transporté à l'hôpital.
Tous les autres pilotes reviennent à Zielonka. L'après-midi, ils décollent à nouveau pour intercepter l'aviation ennemie. Cette-fois-ci, les bombardiers allemands sont accompagnés des Bf 109. Les combats ont lieu au-dessus des faubourgs de la capitale. Le commandant de la 111e, le capitaine Sidorowicz, remporte une victoire sur un Messerschmitt avant d'être lui-même touché. Blessé et brûlé, il parvient à sa poser à Gocław pour être transporté à l'hôpital. Le capitaine Sidorowicz est remplacé par le lieutenant Wojciech Januszewicz.
Le 2 septembre 1939, les avions de l'escadrille décollent plusieurs fois sans rencontrer l'ennemi. Le lendemain vers 10 heures du matin, la section de 3 avions pilotés par le capitaine Januszewicz, le sous-lieutenant (podporucznik) Mirosław Ferić et le caporal-chef (plutonowy) Stanisław Karubin s'envolent pour arrêter les bombardiers de la Luftwaffe en provenance de la province de Prusse-Orientale. Januszewicz descend un Me 110, un autre est abattu par Karubin.
À l'aube du quatrième jour de guerre, l'escadrille est transférée à Zaborów. L'aspirant (podchorąży) Drecki effectue trois vols de combat, durant le dernier il est sérieusement blessé et se pose avec les plus grandes difficultés. Pendant trois jours de présence à Zaborów, l'escadrille défend Varsovie, les combats incessants réduisent le nombre d'appareils capables de voler malgré les efforts du personnel technique. Le 4 et 5 septembre, le lieutenant Januszewicz abat 2 Ju 87.
Le 7 septembre 1939, l'escadrille reçoit l'ordre de partir à Kierz, deux pilotes, les sous-lieutenants Witold Łokuciewski et Wiktor Strzembosz restent à Zielonka pour effectuer des missions de reconnaissance pour les besoins du commandant de l'Armée de l'air polonaise.
À Kierz se trouvent déjà plusieurs appareils en provenance de diverses escadrilles, en attendant des ordres, sans essence, nourriture ni hébergement. Les vols de combat sont effectués rarement en fonction de réserves de carburant. Le 8 septembre, la section de 3 PZL P.11 pilotés par le sous-lieutenant Ferić, l'aspirant Rozwadowski et l'aviateur de première classe (starszy szeregowy) Wünsche descendent un Hs 126. Le même jour lors d'un atterrissage forcé, le sous-lieutenant Janusz Łabicki se blesse sérieusement, il est emmené à l'hôpital de Lublin.
Le 10 septembre avant midi, l'escadrille change encore une fois de base pour opérer à partir de l'aérodrome d'Ostrożec près de Łuck. Les avions du sous-lieutenant Ferić et de l'aviateur de première classe Szope arrivent en retard en raison de panne de moteurs. Pourtant le lendemain, le colonel (pułkownik) Stefan Pawlikowski ordonne de revenir à proximité de Lublin, cette fois-ci l'escadrille atterrit à Łuszczów.
En raison de l'avancée allemande, la 111e est obligée de changer souvent de base, ainsi le 12 septembre, elle se trouve à Strzelce près de Hrubieszów, le 13, elle atterrit à Werba près de Włodzimierz Wołyński et, finalement, le 14, l'escadrille déménage pour la dernière fois à Denysów près de Brzeżany.
Le 17 septembre 1939, après l'invasion soviétique de la Pologne le commandant en chef ordonne à toutes les unités de l'armée de l'air d'évacuer en Roumanie. À 16 heures, 43 avions de chasses dont 4 P.11 de la 111e décollent pour la dernière fois du sol polonais et se dirigent vers Cernăuți. Le reste de l'effectif de l'escadrille passe la frontière polono-roumaine à Sniatyn le 18 septembre 1939.

### Pertes
Pendant la campagne de Pologne l'escadrille a perdu 9 avions, trois pilotes (capitaine Sidorowicz, sous-lieutenant Łabicki et sous-lieutenant Palusiński) sont blessés.

## Commandants
- capitaine Karol Stelmach du 7 novembre 1918
- lieutenant Jerzy Borejsza du 1er janvier 1919
- lieutenant Stefan Stec à partir de mars 1919
- lieutenant Ludomił Rayski octobre 1919
- commandant Cedric Fauntleroy octobre 1919
- capitaine Merian C. Cooper juillet - août 1920
- capitaine George Crawford août 1920
- capitaine Jerzy Weber
- capitaine Teofil Dziama à partir de 1922
- capitaine Bronisław Wąsowskiaoût 1923 - 24 mai 1924
- capitaine Tadeusz Piotrowicz à partir de mai 1924
- capitaine  Jerzy Wieniawa-Długoszowski  du 16 juin 1925
- capitaine Edward Więckowski à partir de 1927 r.
- lieutenant Józef Kępiński du 21 avril 1932
- capitaine Zdzisław Krasnodębski du 13 novembre 1935
- capitaine Gustaw Sidorowicz du 19 octobre 1937
- lieutenant Wojciech Januszewicz du 2 septembre 1939

## Victoires aériennes
| Date       | Pilote                                                        | Appareil(s) abattu(s)      |
| ---------- | ------------------------------------------------------------- | -------------------------- |
| 01/09/1939 | Sous-lieutenant Palusiński                                    | Do 17, 2 Me 110 endommagés |
| 03/09/1939 | lieutenant Januszewicz                                        | Me 110                     |
| 03/09/1939 | sous-lieutenant Ferić                                         | Me 110 endommagé           |
| 03/09/1939 | lieutenant Arsen Cebrzyński                                   | Me 110                     |
| 04/09/1939 | lieutenant Januszewicz                                        | Ju 87                      |
| 06/09/1939 | lieutenant Januszewicz                                        | Ju 87                      |
| 08/09/1939 | sous-lieutenant Ferić                                         | Hs 126                     |
| 09/09/1939 | sous-lieutenant Ferić, aspirant Rozwadowski, aviateur Wünsche | Hs 126                     |